# Manuel Vieira Mendes da Silva
Manuel Vieira Mendes da Silva (Angra do Heroísmo, 28 de Setembro de 1862 — Angra do Heroísmo, 14 de Outubro de 1922), mais conhecido por Vieira Mendes, foi um comerciante e jornalista católico açoriano, fundador e primeiro director do jornal angrense A União. 

## Biografia
Foi toda a sua vida um católico devoto e militante. Frequentou o Liceu de Angra do Heroísmo e o Seminário Episcopal de Angra do Heroísmo. Foi capelão-cantor da Igreja de São Salvador (Angra do Heroísmo) e amador musical. Manteve sempre uma estreita ligação com a hierarquia católica, participando em inúmeras iniciativas eclesiais e caritativas.
Foi comerciante, publicista e jornalista de grande mérito. Foi redactor e administrador do semanário O Católico (1876-1886). Fundou o semanário O Cartão de Visita (1891), de que foi redactor, conjuntamente com o cónego José Alves da Silva, então vigário da freguesia dos Altares. No dia 1 de Dezembro de 1893 iniciou a publicação do importante diário angrense A União, de que foi redactor. Colaborou em vários jornais dos Açores, particularmente nos periódicos de tendência católica. Mantinha actividade editorial associada aos seus jornais, tendo publicado, entre outras obras, a segunda edição da obra Topografia da Ilha Terceira, de Jerónimo Emiliano de Andrade, e Épocas Memoráveis da Ilha Terceira de José Joaquim Pinheiro. 
Na sua actividade comercial, foi proprietário da Livraria Religiosa, na Rua do Galo, e de uma casa de comissões e consignações, que incluía o agenciamento da companhia de navegação Fabre Line (Compagnie Francaise de Navigation a Vapeur Cyprien Fabre & Compagnie), cujos navios eram então uma das principais vias de emigração para os Estados Unidos da América e Brasil. 
Teve também actividade política relevante, militando no campo conservador católico, no qual apoiou João Franco e acabou por aderir, já no período da Primeira República Portuguesa ao nascente movimento nacionalista. Empenhou-se na defesa dos interesses açorianos, em particular dos da ilha Terceira. Foi participante activo do Primeiro Movimento Autonomista Açoriano, fazendo parte de várias comissões de imprensa então criadas para a defesa dos interesses insulares. Através da imprensa e da participação em diversas comissões, dinamizou várias comemorações centenárias.
Homem prestigiado e influente, quando faleceu foi objecto de diversas homenagens públicas. O jornal A União continua a publicar-se em Angra do Heroísmo, sendo hoje o órgão oficial da Diocese de Angra.